# Oskars Dankers
Oskars Dankers, latvijski general, * 1883, † 1965.